# Cladopodiella fluitans
Cladopodiella fluitans ist eine Lebermoos-Art aus der Familie Cephaloziaceae und gehört zur Gruppe der beblätterten Lebermoose. Deutsche Namen sind Hochmoor-Fußsprossmoos, Hochmoor-Schlitzkelchmoos oder Moor-Zweiglebermoos.
Nach neueren Veröffentlichungen aus den Jahren 2016 und 2017 heißt die Art nunmehr Odontoschisma fluitans (Nees) L. Söderström & Váňa. Die Gattung Odontoschisma (Dumort.) Dumort. steht ebenfalls in der Familie Cephaloziaceae.

## Merkmale
Die grünen bis rotbraunen Pflanzen sind 1 bis 2,5 Millimeter breit und gewöhnlich wenige Zentimeter lang, können aber bei im Wasser flutenden Formen auch bis 20 Zentimeter lang werden. Sie bilden Rasen oder wachsen vereinzelt zwischen anderen Moosen, manchmal auch in Moorlöchern im Wasser untergetaucht. An der Stämmchenunterseite entspringen weißliche, oft blattlose Stolonen, die senkrecht nach unten wachsen und tief in das besiedelte Substrat eindringen können. Die Flankenblätter sind im Umriss eiförmig, entfernt gestellt, nicht herablaufend, seitlich abstehend und etwas nach vorne gerichtet. Das obere Drittel oder Viertel der Blattlänge ist in zwei stumpfe, verschieden große Lappen geteilt. Die kleinen Unterblätter liegen dem Stämmchen an, sind kurz dreieckig bis lanzettlich oder auch zweilappig. Die zartwandigen Blattzellen sind in der Blattmitte etwa 30 bis 55 Mikrometer groß und enthalten 4 bis 10 kugelige bis ovale Ölkörper.
Die Geschlechterverteilung ist diözisch. Männliche und weibliche Pflanzen kommen gemischt vor. Die weiblichen Hüllblätter sind bis zur Hälfte in zwei stumpfe oder lanzettliche Lappen geteilt, an den Rändern sind einzelne Zähne. Das weit aus den Hüllblättern herausragende Perianth ist langgestreckt und oben dreikantig, die Mündung gewellt bis gekerbt. Männliche Hüllblätter sind kleiner als die Flankenblätter, dicht dachziegelig angeordnet und stark gewölbt. Sporophyten sind selten, Brutkörper fehlen.
Dieser Art habituell sehr ähnlich ist die auch an Moorstandorten vorkommende Gymnocolea inflata, die aber häufig Perianthien ausbildet, kleinere Laminazellen und keine oder nur mit wenigen Zellen angedeutete Unterblätter aufweist.

## Standortansprüche
Diese Art besiedelt lichtreiche und feuchte bis sehr nasse Stellen in oligotrophen Hoch- und Zwischenmooren, auch im Wasser untergetaucht.

## Verbreitung
Das Verbreitungsgebiet sind die gemäßigten Bereiche der Nordhalbkugel mit Vorkommen in Europa, hier nach Süden bis zu den Pyrenäen, Alpen und bis Rumänien, weitere in Makaronesien, im Kaukasus, in der Türkei, in Sibirien, Japan, Grönland, im nördlichen Nordamerika und in Marokko.
In Österreich kommt die Art in den Nordalpen zerstreut bis selten vor, ist in den Zentralalpen, im Alpenvorland und in der Flyschzone selten, sonst sehr selten oder fehlt. Der Lebensraum liegt in submontanen bis subalpinen Höhenlagen.